# 佐々木芳雄
佐々木 芳雄（ささき よしお、1913年8月10日 - 2007年10月22日）は、日本テレビ最高顧問。東京都出身。中央大学専門部中退。

## 経歴
- 1932年4月　読売新聞社入社
- 1940年4月 - 1967年3月　読売新聞社経済部長
- 1967年4月 - 1971年3月　読売新聞社総務局長
- 1971年4月 - 1973年3月　読売新聞社取締役
- 1973年4月 - 1978年3月　読売新聞社常務取締役
- 1978年4月 - 1982年5月　読売新聞社専務取締役経理局長
- 1982年6月 - 1987年3月　読売新聞社代表取締役副社長
- 1987年4月 - 1988年3月　読売新聞社最高顧問
- 1988年4月 - 1989年5月　日本テレビ代表取締役副会長
- 1989年6月 - 1992年11月　日本テレビ代表取締役社長
- 1990年4月 - 1992年3月　日本民間放送連盟会長
- 1992年12月 - 2007年10月22日　日本テレビ取締役最高顧問
- 2007年10月22日　心不全のため死去。94歳没[1]
  - 死後、日本政府より従四位・旭日重光章が授けられた。2012年には、電通が設けた「マスコミ功労者顕彰」に放送部門から選ばれた[2]。

## 映画
- 1990年7月7日　『それいけ! アンパンマン ばいきんまんの逆襲』
- 1990年7月7日　『おむすびまん ひとくち村のおむすびまん おばけ寺のたぬきおに』
- 1990年11月3日　『櫻の園』
- 1991年7月20日　『おもひでぽろぽろ』
- 1991年7月20日　『それいけ! アンパンマン とべ! とべ! ちびごん』
- 1991年7月20日　『ドキンちゃんのドキドキカレンダー』
- 1992年3月14日　『それいけ! アンパンマン つみき城のひみつ』
- 1992年3月14日　『アンパンマンとゆかいな仲間たち』
- 1992年7月18日　『紅の豚』